# Otto Pieperbeck
Otto Josef Pieperbeck (* 16. Dezember 1892 in Nideggen; † 19. Juni 1965 in Köln-Marienburg) war ein preußischer Verwaltungsbeamter, NSDAP-Mitglied und Landrat des Kreises Bergheim (Erft).

## Leben
Otto Pieperbeck war Sohn des Katasterkontrolleurs Johannes Pieperbeck und der Maria, geb. Hüsener. Nachdem er die Schule mit der Sekundarreife verlassen hatte, fuhr Pieperbeck zunächst als Offizier zur See. Er nahm von 1914 bis 1918 am Ersten Weltkrieg teil und trat nach seiner Rückkehr im Dezember 1920 in den Dienst der Stadtverwaltung Düren ein, wo er im Jahr 1924 zum Stadtinspektor befördert wurde. Zum 1. September 1929 trat er der NSDAP bei (Mitgliedsnummer 151.061). Auf Grund seiner weitergehenden Betätigung für die Partei wurde im Jahr 1930 ein Disziplinarverfahren gegen Pieperbeck eingeleitet, in dessen Folge er zum 1. September zunächst vom Dienst suspendiert und schließlich mit dem 19. Dezember 1930 aus diesem entlassen wurde. In den öffentlichen Dienst zurückkehrend, wurde Pieperbeck zum 1. Februar 1932 Bürgermeister von Stadtoldendorf bei Hannover. Als nach der Machtübernahme durch die Nationalsozialisten der bisherige Landrat des Kreises Bergheim, Karl Sieger, aus dem Dienst ausschied, übernahm Pieperbeck ab dem 2. Mai 1933 zunächst vertretungsweise dessen Nachfolge. Nach Siegers auch formellem Abschied im Oktober 1933 dann auch kommissarisch. Seine Dienstzeit in Bergheim endete mit der Abberufung aus dem Amt, zum 16. Oktober 1934.:669 Zuletzt war Pieperbeck Direktor des Versicherungsamtes der Stadt Köln.
Familie
Otto Pieperbeck gehörte der evangelisch-lutherischen Kirche an und heiratete am 19. April 1939 in Köln Maria Josephina Irmgardis Clausmann geb. Voiß, Tochter des Hotelbesitzers NN. Voiß.:669